# Valdemaras Chomičius
Valdemaras Chomičius (Kaunas, Litouwse SSR, Sovjet-Unie), 4 mei 1959) is een voormalig Litouws professioneel basketbalspeler die uitkwam voor de Sovjet-Unie en Litouwen.

## Carrière
Men ziet Valdemaras Chomičius als de aanvoerder van de "gouden jaren" van Žalgiris Kaunas doordat hij drie opeenvolgende kampioenschappen van de Sovjet-Unie wist te behalen door hun rivalen CSKA Moskou te verslaan, in 1985-1987. Een aantal teams waarvoor hij gespeeld heeft zijn Žalgiris Kaunas, CB Valladolid, CAI Zaragoza en Aprimatic Bologna (Serie A2) in het seizoen 1990-1991, Ural-Great Perm.
Hij was assistent-coach bij het Litouwse nationale team. Als coach leidde hij Litouwen naar de eindoverwinning om de Borislav Stanković Continental Champions Cup in China in 2005. In 2009 werd hij hoofd-coach van BK UNICS Kazan in Rusland en in 2010 werd hij hoofd-coach van Trioemf Oblast Moskou Ljoebertsy in Rusland.

## Erelijst
- Landskampioen Sovjet-Unie: 3
  - Winnaar: 1985, 1986, 1987
- Intercontinental Cup: 1
  - 1986
- Olympische Spelen:
  - Goud: 1988
  - Brons: 1992
- Wereldkampioenschap:
  - Goud: 1982
- Europees Kampioenschap:
  - Goud: 1979, 1985
  - Zilver: 1987, 1995
  - Brons: 1983, 1989
- Vriendschapsspelen: 1
  - Goud: 1984